# Economia do Togo
A pequena economia do Togo é muito dependente da agricultura, tanto a comercial como a de subsistência. As atividades agrícolas empregam 65% da mão de obra. O cacau, o café e o algodão representam juntos cerca de 40% das receitas com as exportações. O país é também o quarto maior produtor mundial de fosfato.
O esforço de uma década do país, apoiado pelo FMI e pelo Banco Mundial para implementar medidas de reforma econômica, encorajar o investimento e aumentar as receitas com as exportações tem sido lento.

## Comércio exterior
Em 2018, o país foi o 140º maior exportador do mundo (US $ 1,7 bilhões). Já nas importações, em 2019, foi o 162º maior importador do mundo: US $ 1,9 bilhões.

## Setor primário

### Agricultura
O Togo produziu, em 2018:
- 1 milhão de toneladas de mandioca;
- 886 mil toneladas de milho;
- 858 mil toneladas de inhame;
- 277 mil toneladas de sorgo;
- 207 mil toneladas de feijão;
- 156 mil toneladas de óleo de palma;
- 143 mil toneladas de legume;
- 145 mil toneladas de arroz;
- 127 mil toneladas de algodão;
- 43 mil toneladas de amendoim;
- 41 mil toneladas de cacau;
- 26 mil toneladas de milhete;
- 26 mil toneladas de banana;
- 21 mil toneladas de café;

Além de produções menores de outros produtos agrícolas.

### Pecuária
A pecuária do país é reduzida. O Togo produziu, em 2019: 43 mil toneladas de carne de frango; 19 mil toneladas de carne suína; 8 mil toneladas de carne de cabra; 11 milhões de litros de leite de vaca, entre outros.

## Setor secundário

### Indústria
O Banco Mundial lista os principais países produtores a cada ano, com base no valor total da produção. Pela lista de 2019, o Togo tinha a 155ª indústria mais valiosa do mundo (US $ 348 milhões).

### Mineração
Em 2019, o país era o 22º maior produtor mundial de fosfato. Na produção de ouro, em 2017 o país produziu 20 toneladas.